# Résolution 1674 du Conseil de sécurité des Nations unies
Membres permanents
- Chine
- États-Unis
- France
- Royaume-Uni
- Russie

Membres non permanents
- Argentine
- Congo
- Danemark
- Ghana
- Grèce
- Japon
- Pérou
- Qatar
- Slovaquie
- Tanzanie

Résolution no 1673 Résolution no 1675
La résolution 1674 du Conseil de sécurité des Nations Unies, adoptée à l'unanimité le 28 avril 2006, après avoir réaffirmé les résolutions 1265 (1999) et 1296 (2000) concernant la protection des civils dans les conflits armés et la résolution 1631 (2005) sur la coopération entre les Nations Unies et organisations régionales, a mis l'accent sur une approche globale de la prévention des conflits armés et de leur récurrence.
La résolution a été adoptée après six mois de débat entre les membres du Conseil de sécurité. C'était la première fois que le Conseil de sécurité reconnaissait un ensemble de critères devant servir de base à une intervention humanitaire dans des situations de conflit armé, et qu'il utilisait l'expression de responsabilité de protéger,.

## Résolution

### Préambule
Dans le préambule de la résolution, les membres du Conseil ont réaffirmé leur attachement à la Charte des Nations unies, reconnaissant que la paix, la sécurité, le développement international et les droits de l'homme étaient les quatre piliers interdépendants du système des Nations Unies. Le Conseil a regretté que les civils représentent la majorité des victimes lors des conflits armés et s'est dit préoccupé par l'impact du commerce illicite des ressources naturelles et des armes sur la population.
Le texte reconnaît le rôle des organisations régionales dans la protection des civils et souligne le rôle de l'éducation dans la prévention des abus contre les civils. Il a réaffirmé que toutes les parties à un conflit armé avaient l'obligation de protéger la population civile et de ne pas leur nuire.

### Dispositif
Le Conseil de sécurité a souligné l'importance de prévenir les conflits armés grâce à une approche globale impliquant la croissance économique, l'éradication de la pauvreté, le développement durable, la réconciliation nationale, la bonne gouvernance, démocratie, l'état de droit et le respect des droits de l'homme. Le fait de prendre délibérément pour cible des civils pendant un conflit armé a été décrit comme une « violation flagrante » du droit international humanitaire. En outre, les dispositions du Document final du Sommet mondial de 2005 concernant la responsabilité de protéger les populations contre le crime de génocide, les crimes de guerre, le nettoyage ethnique et les crimes contre l'humanité ont été réaffirmées. La torture, les violences sexuelles, la violence contre les enfants, le recrutement d'enfants soldats, la traite des êtres humains, les déplacements forcés de population et l'entrave à l'aide humanitaire ont également été condamnés par le Conseil.
La résolution continue en exigeant que toutes les parties à un conflit armé adhèrent aux Conventions de La Haye de 1899 et 1907 et aux Conventions de Genève, y compris ses Protocoles I et II. Il a réaffirmé que l'impunité devrait cesser et que tous les États devraient respecter leurs obligations à cet égard, y compris – s'ils ne l'ont pas déjà fait – en ratifiant les instruments internationaux relatifs au droit humanitaire, aux droits de l'homme et aux réfugiés. En outre, tous les pays doivent se conformer aux décisions du Conseil de sécurité.
Le Conseil de sécurité a appelé à ce qu'une attention particulière soit accordée à la protection des civils pendant les processus de paix après les conflits, y compris avec la fin des attaques contre les civils, la fourniture d'aide humanitaire, la création de conditions propices au retour des réfugiés et des personnes déplacées à l'intérieur du pays, la facilitation de l’accès à l’éducation et à la formation, le rétablissement de l’état de droit et la fin de l’impunité. Il est également important de préserver le caractère civil des camps de réfugiés et que missions de maintien de la paix des Nations unies aient pour mandat clair de protéger les civils, ainsi que d'inclure des programmes de désarmement, de démobilisation et de réintégration pour les anciens combattants.
Dans les derniers paragraphes de la résolution, les membres du Conseil ont condamné tous les actes d'exploitation sexuelle commis par le personnel policier, militaire et civil travaillant pour les Nations Unies, ainsi que les attaques contre les travailleurs humanitaires. Parallèlement, il a reconnu le rôle important des organisations régionales et intergouvernementales dans la protection des civils. Des « mesures appropriées » seraient adoptées si le fait de prendre délibérément pour cible des civils et des personnes protégées était porté à l'attention du Conseil.
Enfin, le secrétaire général Kofi Annan a été invité à faire rapport sur la protection des civils dans les conflits armés dans un délai de 18 mois.

## Adoption
L'Algérie, la Chine et la Russie s'étaient initialement opposées à la notion de responsabilité collective, mais le mandat de deux ans de l'Algérie en tant que membre non permanent du Conseil de sécurité a pris fin le 31 décembre 2005 et les diplomates ont ensuite surmonté les objections de la Chine et de la Russie.

## Voir également
- Droit de la guerre
- Droit international pénal
- Liste des conflits militaires en cours
- Responsabilité de protéger